# Miasto tajemnic
Miasto tajemnic (tytuł oryg. Deepwater) – amerykański filmowy thriller z 2005 roku, powstały na podstawie powieści Matthew F. Jonesa pod tym samym tytułem. Filmowi przypisuje się przynależność do nurtu neo-noir.

## Opis fabuły
Nat Banyon nie ma w życiu szczęścia. Właśnie wyszedł ze szpitala i bez grosza przy duszy rusza do Wyoming w poszukiwaniu pracy. Podczas trasy jest świadkiem groźnego wypadku drogowego. Pomaga kierowcy wyjść z wraku samochodu na chwilę przed uderzeniem ogromnej ciężarówki w auto. W ten sposób poznaje ekscentrycznego Hermana Fincha, właściciela podupadającego motelu w miasteczku Deepwater. Mężczyzna proponuje mu pracę. Wkrótce w prowincjonalnej mieścinie dochodzi do serii morderstw. Młodym przybyszem zaczyna interesować się policja.

## Obsada
- Lucas Black − Nat Banyon
- Peter Coyote − Herman Finch
- Mía Maestro − Iris
- Lesley Ann Warren − Pam
- Xander Berkeley − Gus
- Jason Cerbone − Sal
- Michael Ironside − Walnut
- Kristen Bell − pielęgniarka Laurie
- Ben Cardinal − Petersen
- Dee Snider − barman